# Gold State Coach

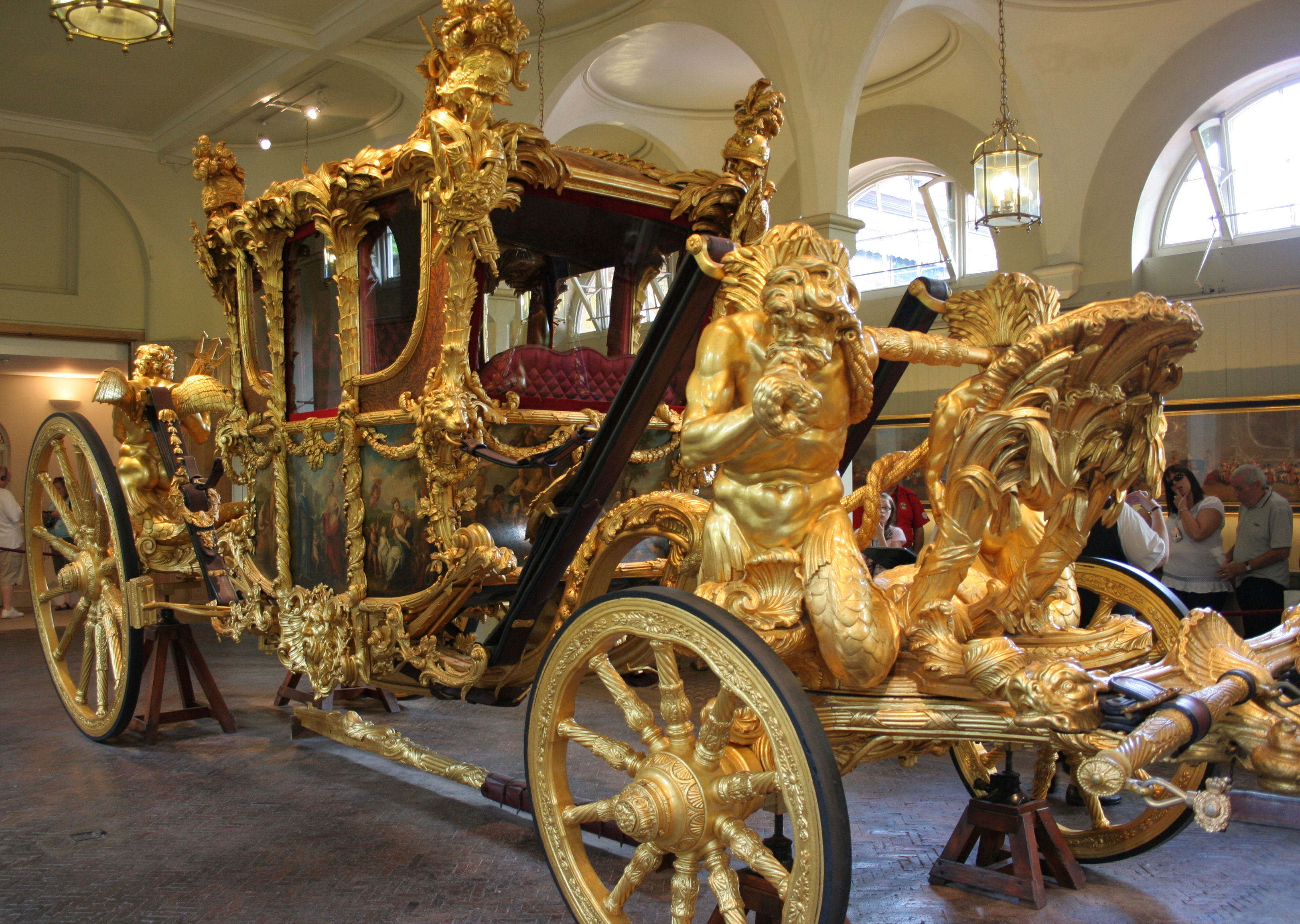
O Gold State Coach.

O Gold State Coach (em português: Carruagem de Estado de Ouro) é uma carruagem fechada, oito cavalos usados pela família real britânica. Encomendado em 1760, foi construído nas oficinas de Londres de Samuel Butler. Foi encomendado por £ 7.562 (£ 1.08 milhões = US $ 1.57 milhões em 2014, ajustado pela inflação).
Esta carruagem tem sido usada na coroação de todos os monarcas britânicos desde Jorge IV. A grande idade, peso e falta de manobrabilidade do veículo limitaram seu uso a grandes eventos como coroações, casamentos reais e jubileus de um monarca.
A carruagem está alojada no Royal Mews do Palácio de Buckingham. Está à vista para o público.

## Descrição

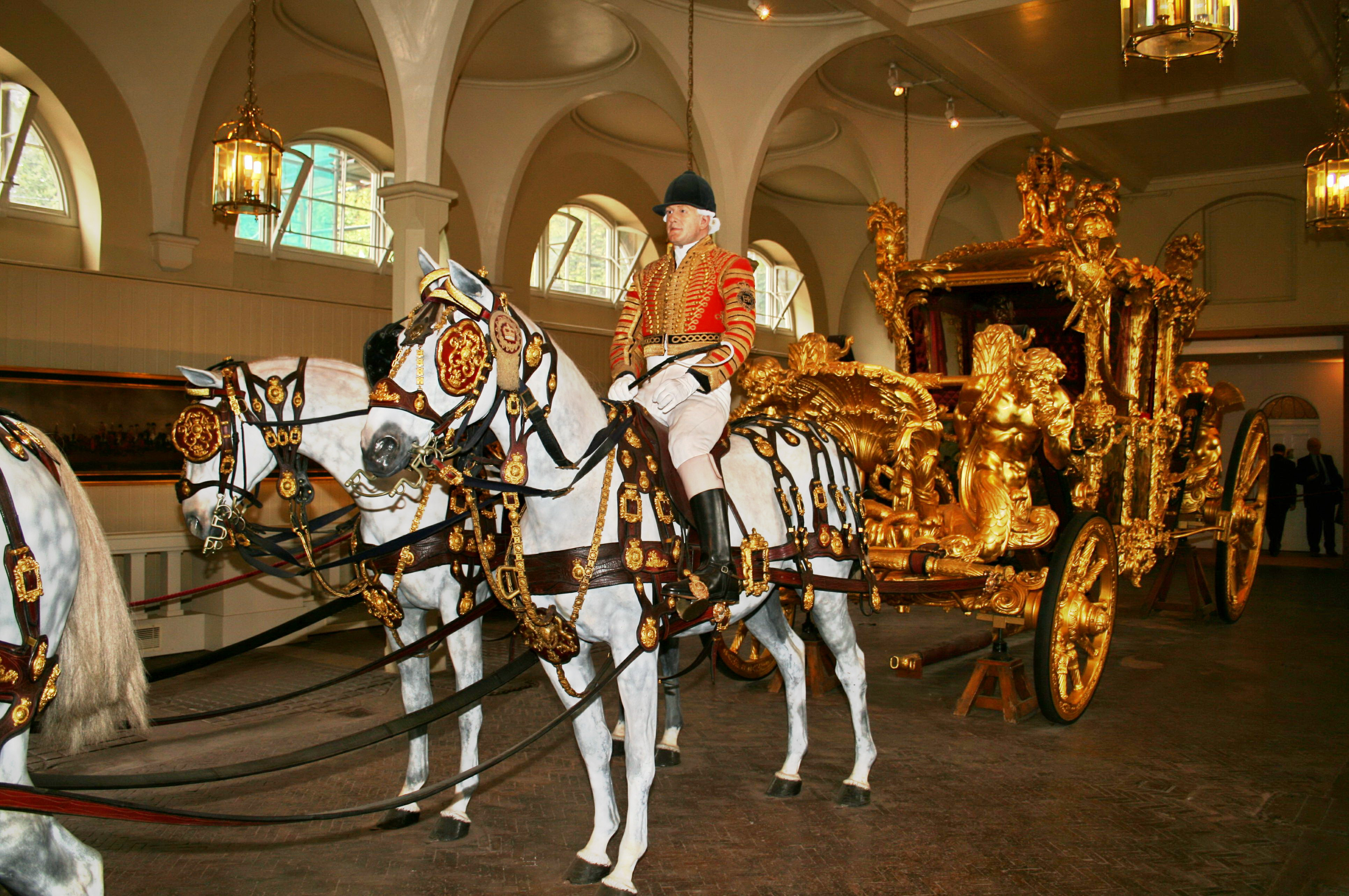
Como é a Carruagem mais pesada da realeza, o Gold State Coach é uma carruagem de oito cavalos.

A carruagem pesa quatro toneladas e tem 24 pés (7,3 m) de comprimento e 12 pés (3,7 m) de altura. É dourada e possui painéis pintados por Giovanni Battista Cipriani e rica escultura dourada, incluindo três querubins no telhado (representando a Inglaterra, Irlanda e Escócia) e quatro tritões, um em cada canto (representando o poder imperial da Grã-Bretanha). O corpo do veículo é pendurado por suspensórios cobertos com couro de Marrocos e decorado com fivelas douradas. O interior é forrado com veludo e cetim. O escultor Sir Joseph Wilton produziu as elaboradas esculturas na carruagem. O teto suporta três querubins representando a união da Inglaterra, Escócia e Irlanda. Eles carregam a Coroa de Santo Eduardo e seguram a espada, o cetro e o emblema que representa a Cavalaria. Os ramos de oito palmeiras douradas emolduram o telhado. Quatro árvores de canto erguem-se da cabeça de um leão e são decoradas com símbolos da vitória da Grã-Bretanha na Guerra dos Sete Anos com a França. A guerra estava chegando ao fim quando a carruagem foi construída em 1762. As tiras de couro do Marrocos sustentam o corpo do veículo e são seguradas por quatro tritões, deuses-mares míticos com a cabeça de um homem e a cauda de um golfinho. Nas rodas dianteiras, os Tritões parecem estar usando as correias para puxar o carro. Eles estão soprando conchas, conchas semelhantes a trombeta para anunciar a chegada do Monarca do Oceano. Golfinhos dourados seguram a barra na qual o ônibus é puxado, e o estribo do motorista (não mais usado) tem a forma de uma concha de vieira. Os dois Tritões na parte de trás carregam símbolos imperiais, representando as tradições marítimas da Grã-Bretanha e o status de poder marítimo dominante.
As esculturas dão ao Gold State Coach o ar de uma carruagem triunfante, refletindo a poderosa posição da Inglaterra no mundo na época.

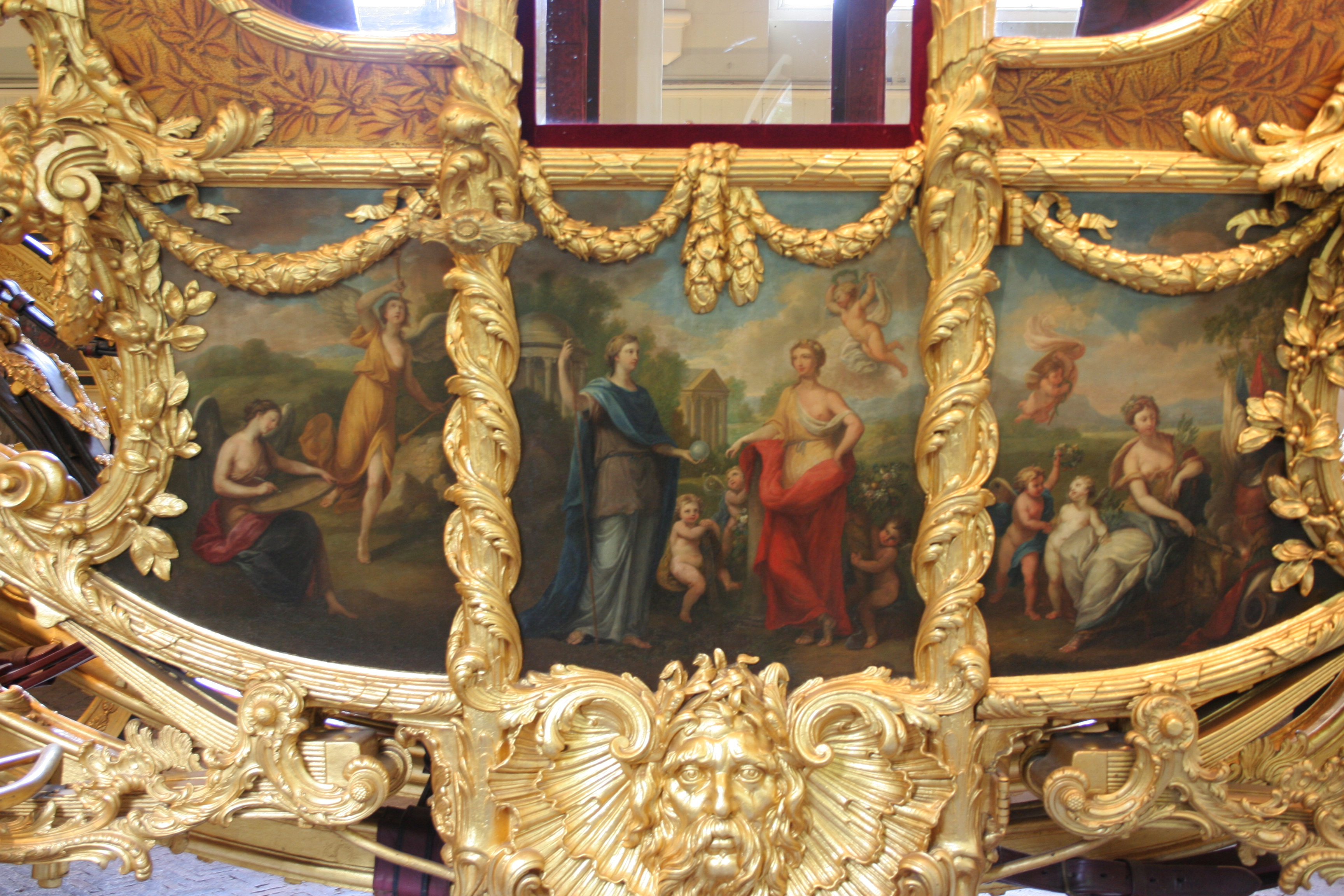
Um close-up da obra de Giovanni Cipriani.

O Gold State Coach é puxado por uma equipe de oito cavalos usando o equipamento da Red Morocco. Originalmente dirigido por um cocheiro, os oito cavalos estão agora carregados em quatro pares. A carruagem é tão pesada que só pode ser puxada para uma caminhada. A carruagem tem freios (dourados), que são operados pelos noivos.
Como o veículo tem suspensão por lâminas, falta mais conforto moderno. Carruagens modernas como o Australian State Coach e o Diamond Jubilee State Coach têm janelas elétricas, aquecedores e estabilizadores hidráulicos.
Nas palavras do rei Guilherme IV, um ex-oficial da marinha, ser conduzido no Gold State Coach era como estar a bordo de um navio "jogando em mar agitado". A rainha Vitória reclamou da "oscilante oscilação" da cabana. Ela muitas vezes se recusava a andar no Gold State Coach. Um monarca posterior, o Rei Jorge VI disse que sua jornada do palácio para a Abadia de Westminster para sua coroação foi "um dos passeios mais desconfortáveis que já tive na minha vida". A antiga monarca, a rainha Isabel II, referiu-se a sua viagem de coroação na carruagem como "horrível" e "não muito confortável".
O rei Jorge VI mandou restaurar a carruagem após a Segunda Guerra Mundial para emborrachar as rodas de ferro. Isso daria ao menos algum conforto para os passageiros.
O Gold State Coach tem sido usado desde a coroação da rainha Isabel II. Ela usou isso nos dias de seus Jubileus de Prata e de Ouro.

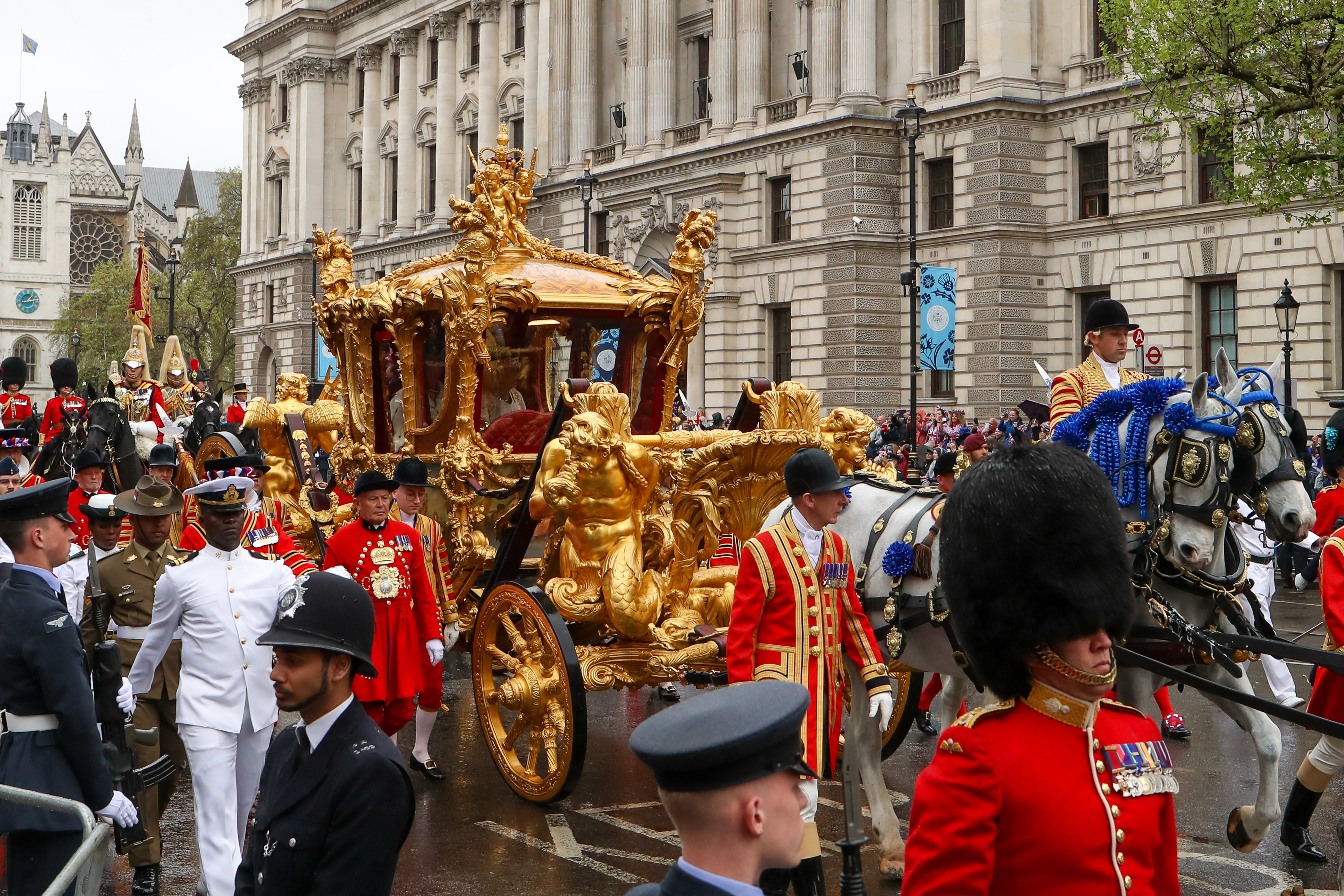
Gold State Coach sendo usada na procissão da Coroação de Carlos III do Reino Unido em 6 de maio de 2023.

A carruagem é administrada por 4 postilhões, 9 noivos andando (um dos quais anda atrás do treinador), 6 lacaios e 4 Yeoman da Guarda carregando seus partidários longos. Oito dos noivos caminham ao lado dos cavalos. Os lacaios mais ricamente vestidos caminham ao lado do corpo da carruagem. Os postilhões têm que lidar com os cavalos quando os animais são indisciplinados, e eles carregam bengalas tortas para segurar os rastros que podem se tornar frouxos quando o veículo está fazendo uma curva. Os cocheiros reais são tradicionalmente barbeados. Os cavalos são sempre Windsor Greys.
A carruagem foi usada na Coroação do rei Carlos III do Reino Unido e sua esposa, a Rainha Camilla do Reino Unido, durante a procissão de ida a Abadia de Westminster e a saída da Abadia até o Palácio de Buckingham.